# Tallsmalgeting
Tallsmalgeting (Stenodynerus dentisquama) är en stekelart som först beskrevs av Thomson 1870. Enligt Catalogue of Life ingår tallsmalgeting i släktet smalgetingar och familjen Eumenidae, men enligt Dyntaxa är tillhörigheten istället släktet smalgetingar och familjen getingar. Enligt den finländska rödlistan är arten nära hotad i Finland. Arten är reproducerande i Sverige. Artens livsmiljö är åsmoskogar. Inga underarter finns listade i Catalogue of Life.